# Concerto per pianoforte e orchestra (Vaughan Williams)
Il Concerto per pianoforte e orchestra in do maggiore è un lavoro concertante di Ralph Vaughan Williams scritto nel 1926 (movimenti 1 e 2) e 1930-31 (movimento 3). Durante gli anni successivi il compositore completò Job: A Masque for Dancing e iniziò a lavorare alla sua Quarta Sinfonia. Il concerto condivide alcune caratteristiche tematiche con queste opere, così come alcune delle loro parti drammatiche e turbolenze.

## Storia
Il lavoro fu presentato in anteprima il 1º febbraio 1933 da Harriet Cohen, con la BBC Symphony Orchestra diretta da Sir Adrian Boult. Il Finale fu elaborato poco dopo e l'opera fu pubblicata nel 1936. Inizialmente il concerto non fu ben accolto, considerato non gratificante per il solista. Sebbene il pezzo offra ampie opportunità di virtuosismo in tutti i movimenti, Vaughan Williams ha trattato il pianoforte come uno strumento a percussione, così come Béla Bartók e Paul Hindemith durante questo periodo, con una trama a volte impenetrabilmente spessa.
Sebbene il concerto abbia avuto un'alta valutazione da alcuni, Bartók, per esempio, ne fu estremamente impressionato, Vaughan Williams accettò il consiglio di amici e colleghi benintenzionati e rielaborò il brano in un Concerto per due pianoforti e orchestra, aggiungendo più struttura alle parti per il pianoforte, con l'assistenza di Joseph Cooper nel 1946.

## Struttura

### Toccata
Allegro moderato - Largamente - Cadenza
Il concerto inizia con musica trainante e vivace del solista sullo sfondo di un tema minaccioso e crescente dell'orchestra. Un'idea più veloce, quasi uno scherzo, condivisa equamente tra pianoforte e orchestra, presto contrasta la musica di apertura. Questi due blocchi di musica si alternano, formando la base dell'intero movimento. È come se il dialogo tradizionale tra solista e orchestra fosse stato soppiantato da un dialogo più generalizzato di tipi musicali. Al culmine del movimento, un breve e fragoroso assolo di pianoforte viene affiancato dall'orchestra completa. Poi però l'orchestra si interrompe bruscamente per lasciare il piano a riflettere da solo in una breve cadenza lirica. Questo porta senza interruzione al movimento lento.

### Romanza
Lento
La Romanza è più delicata, suggerendo all'ascoltatore citazioni dei precedenti studi di Vaughan Williams con Maurice Ravel. Vaughan Williams cita qui il tema dell'Epilogue del terzo movimento della Sinfonia n. 3 di Arnold Bax.

### Fuga chromatica
Con Finale alla Tedesca
Ancora una volta senza una pausa dalla musica precedente, il movimento di chiusura inizia con una fuga che è collegata a un valzer finale con voli virtuosistici del pianoforte solista. Si chiude con il l'ensemble che ripete i temi dei primi due movimenti e poi si chiude bruscamente.

## Orchestrazione
Solista1 pianoforte (originale); 2 pianoforti (versione rivista)
Orchestra2 flauti (2° anche ottavino), 2 oboi, 2 clarinetti, 2 fagotti
4 corni, 2 trombe, 3 tromboni, tuba, timpani, percussioni, organo (ad lib.), Archi